# Сементовские-Курилло
Сементовские-Курилло — дворянский род.
Потомство Максима Филипповича Сементовского-Курило (1786—1875), коллежского (с 1835 г. — статского) советника, штаб-лекаря, жалованного 21.03.1830 дипломом на потомственное дворянское достоинство. Кавалер орденов Святой Анны 2 степени, Святого Владимира 4 степени, именной знак отличия XX лет беспорочной службы.
21.06.1832 определением дворянского депутатского собрания Максим Филиппович внесён вместе с семьёй в 1-ю часть дворянской родословной книги Полтавской губернии.
31.03.1849 Максим Филиппович Сементовский-Курило, статский советник, во исполнение указа из Правительствующего Сената по Департаменту Герольдии от 31.03.1849 за № 2265, перенесён из 1-й в 3-ю часть дворянской родословной книги с сыновьями Николаем, Александром, Константином, Владимиром и дочерьми Ульяной и Екатериной.

## Описание герба
Щит четырёхчастно скошенный. Вверху в лазуревом поле три золотые шестиконечные звезды. Внизу в зелёном поле золотой улей и три летающих пчелы. В боковых частях в серебряных полях справа жезл Меркурия вертикально с двумя змеями, слева корзина с цветами.
На щите дворянский коронованный шлем. Нашлемник: три страусовых пера. Намёт на щите лазуревый и зелёный, подложенный золотом. Герб Сементовских-Курило внесен в Часть 13 Сборника дипломных гербов Российского Дворянства, невнесенных в Общий Гербовник, стр. 27.